# 3i
Pour les articles homonymes, voir 3I.
3i Group PLC est une société de capital-investissement créée en 1945, cotée à la bourse de Londres depuis 1994 et faisant partie de l'indice FTSE 100.

## Histoire
3i a été fondée à Londres en 1945. En 1983, la société a été rebaptisée Investors in Industry, communément appelée 3i. En 1994, 3i a été introduite au London Stock Exchange.
3i lance en 2007 3i Infrastructure PCL, cotée en bourse et membre du FTSE 250, et dont 3i détient 30 %. La capitalisation boursière de 3 milliards £ au 31 août 2022.
En 2011, 3i acquiert l'activité de gestion de dette de la banque japonaise Mizuho et la fusionne avec son activité de gestion de dette existante pour former une ligne distincte, 3i Debt Management (« 3iDM »), avec un total de 4 Mds £ d'actifs sous gestion. Cette activité, devenue non stratégique, est revendue en 2016 à Invescorp pour un montant de 222 M£. En 2013, 3i rachète Barclays Infrastructure Funds Management Limited. En 2016, le groupe acquiert des actifs auprès du Fonds mondial pour les infrastructures EISER, puis lance en 2017 une plate-forme d'infrastructure nord-américaine. En 2018, 3i boucle son European Operational Project Fund (456 M €).

## Activité
3i exerce deux métiers d’investisseur : le capital-investissement en capital développement, reclassement d’actionnaires, et capital transmission par achat à effet de levier (leverage buy-out) ; le financement d’infrastructures depuis 2007, avec des investissements notamment dans les transports, les équipements collectifs, les infrastructures sociales et les énergies renouvelables.
3i gère 22,9 milliards £ (c/v 26,5 milliards €) au 31 mars 2022, dont 14,3 milliards £ (c/v 16,5 milliards €) en capitaux propres. L'entreprise possède six bureaux en Europe, aux États-Unis et en Asie. En 2020, le groupe emploie 236 personnes.

## Direction
Simon Borrows est CEO depuis 2012, et David Hutchison est président depuis 2021.
James Hatchley, précédemment directeur de la stratégie du groupe, est directeur financier depuis mai 2022.